# Christchurch Priory

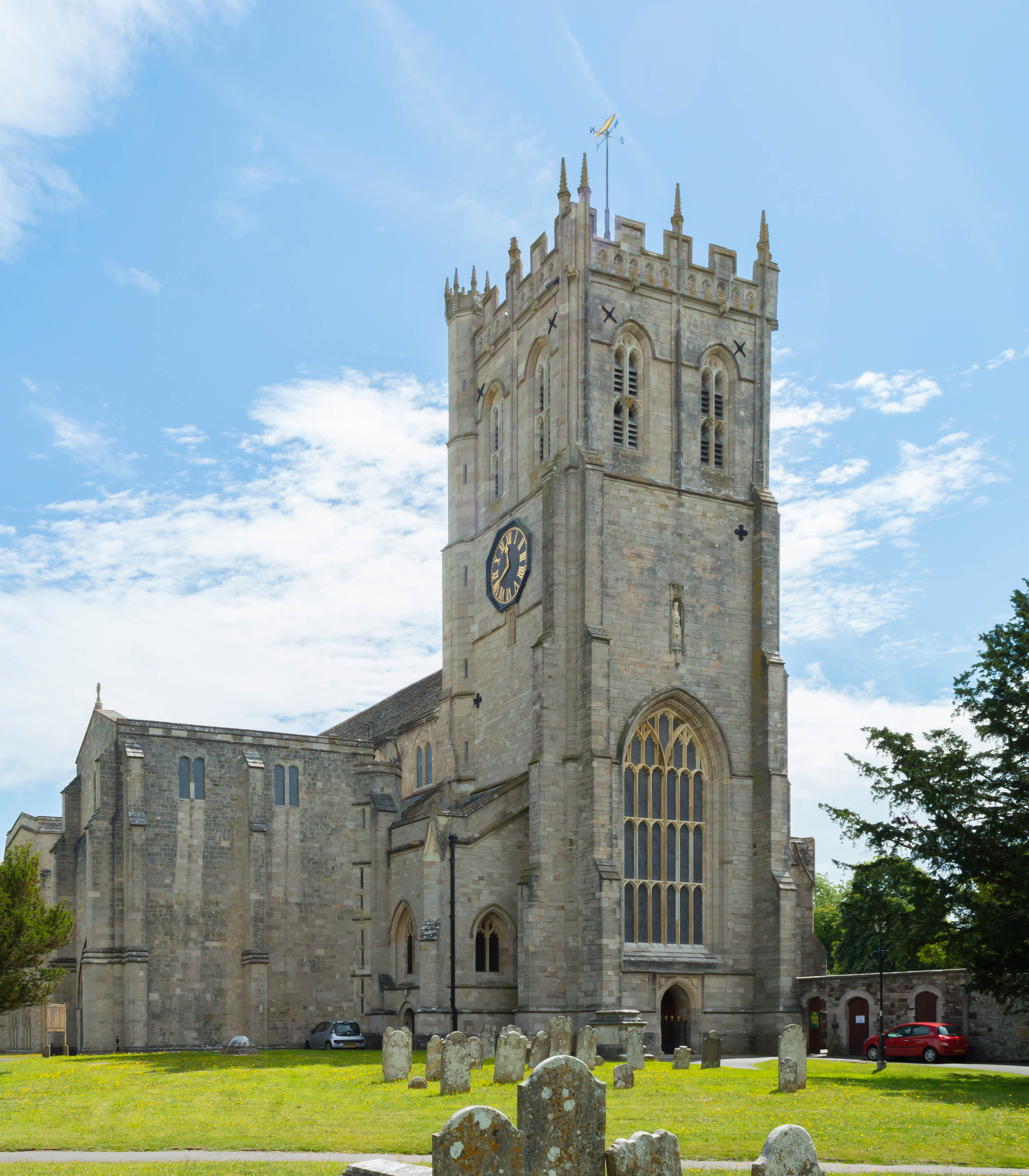
Christchurch Priory

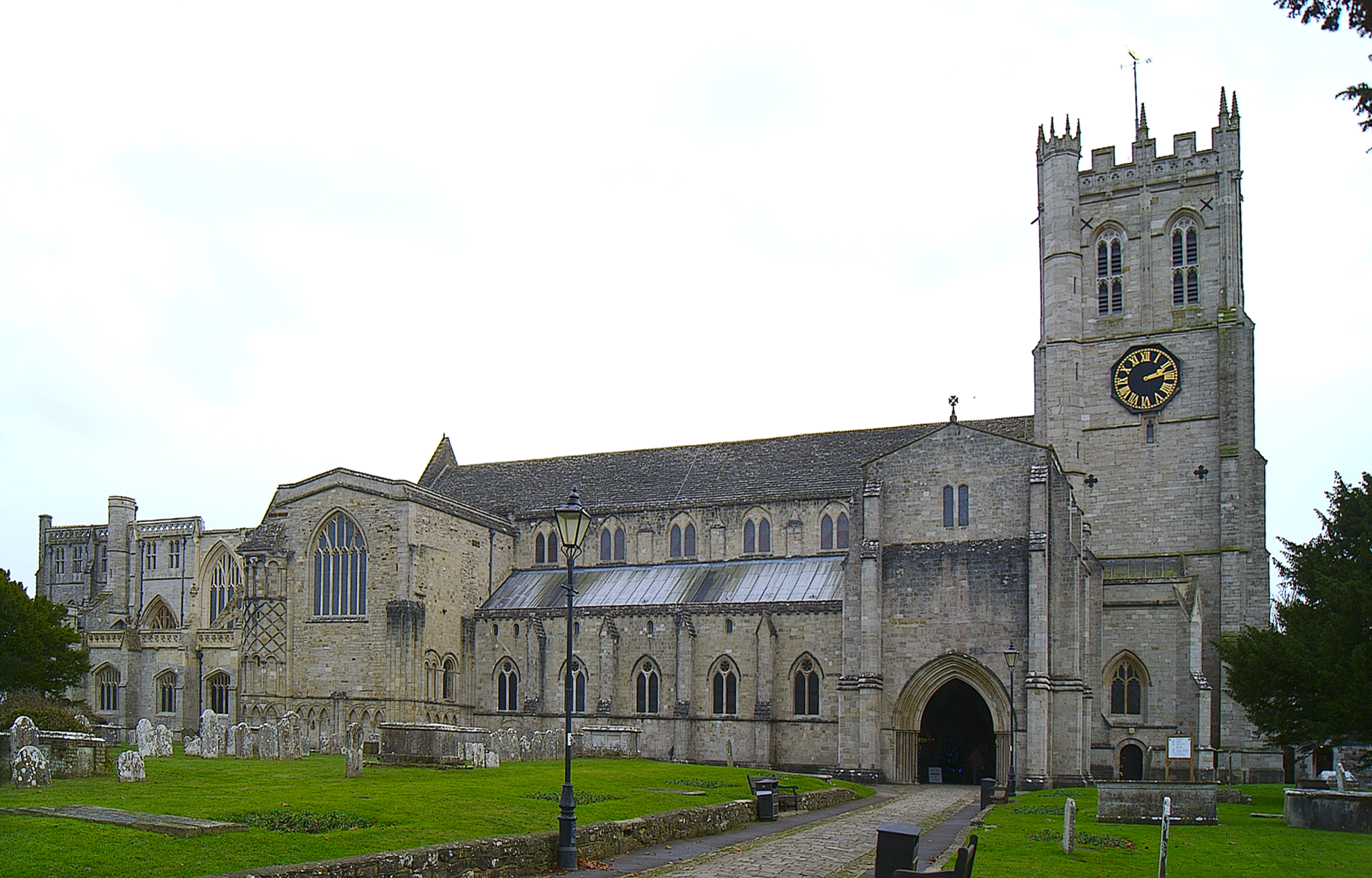
Gesamtansicht von Nordwesten

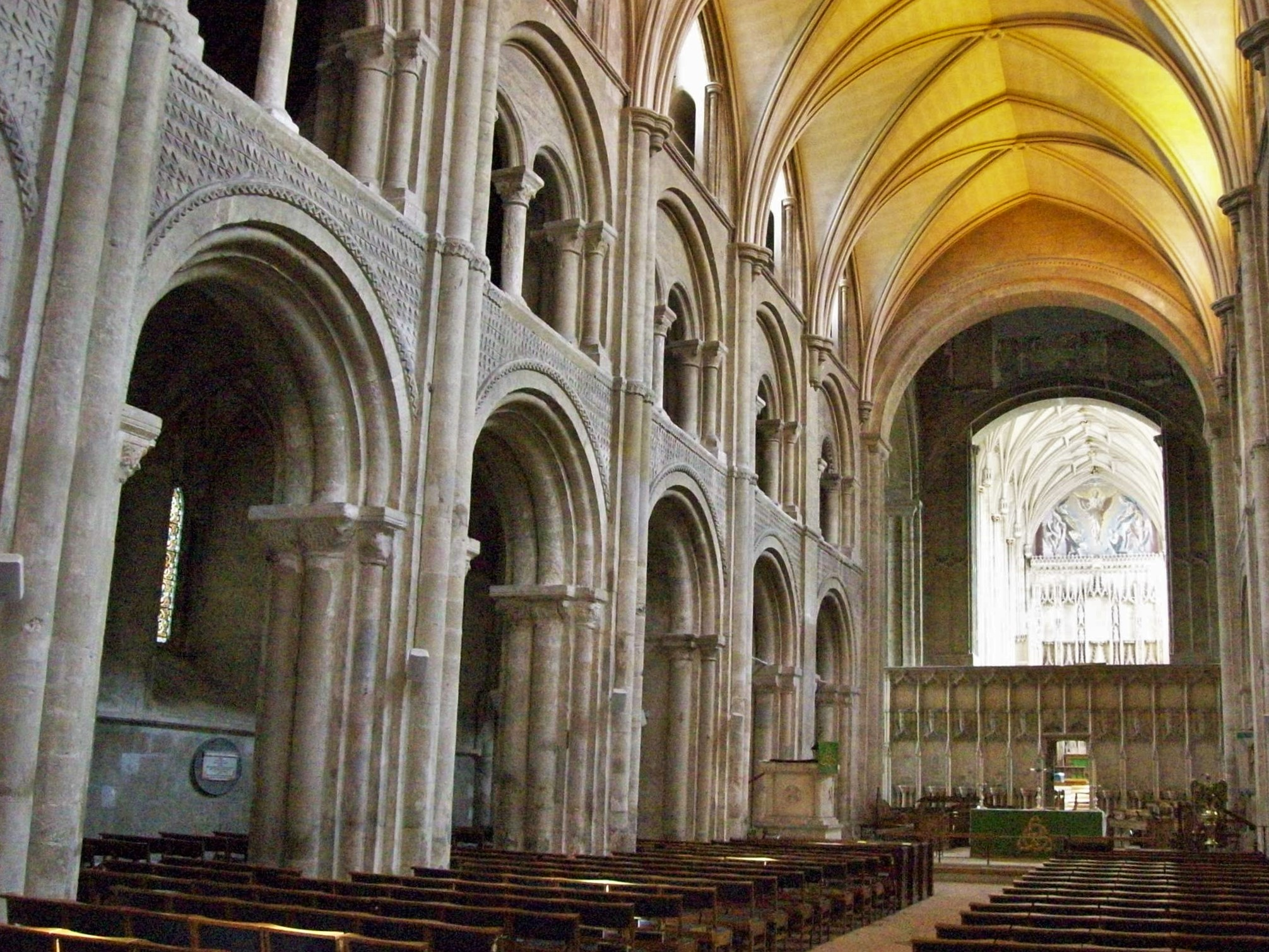
Langhaus, Lettner und Chor

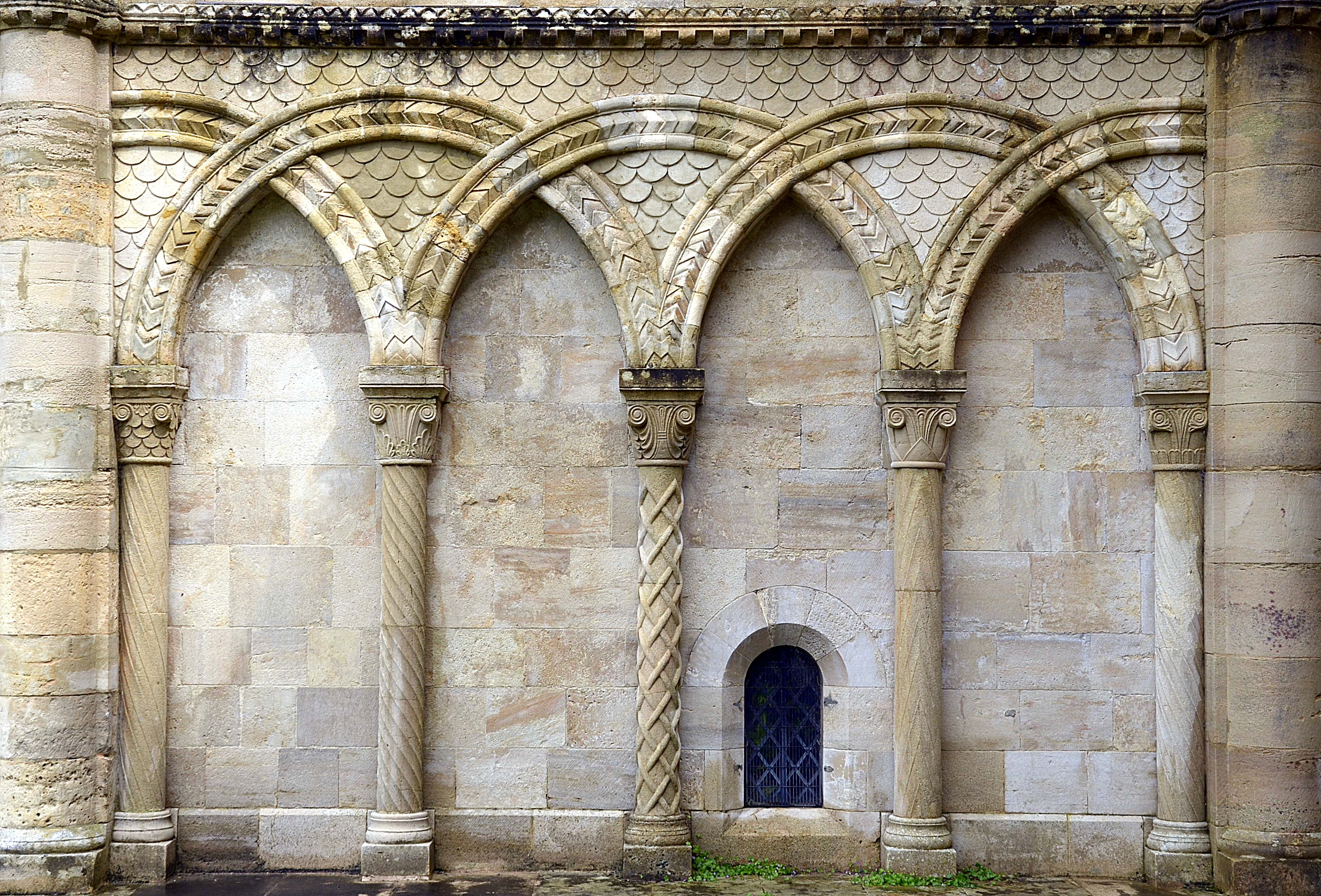
Normannische Bögen am Querhaus

Die der hl. Dreifaltigkeit (Holy Trinity) geweihte Christchurch Priory ist eine ehemalige Prioratskirche in der heute etwa 30.000 Einwohner zählenden Stadt Christchurch in der Grafschaft Dorset an der Südküste Englands. Die schon seit langem nur noch als Pfarrkirche genutzte Kirche ist als Grade-I-Bauwerk anerkannt und gehört zum Major Churches Network.

## Lage
Die etwa 10 m hoch gelegene Christchurch Priory liegt bei der Einmündung des River Avon in den River Stour unweit des Ärmelkanals. Die Stadt Salisbury mit ihrer berühmten Kathedrale liegt etwa 40 km nördlich.

## Geschichte
Die Existenz einer Kirche an dieser Stelle ist schon für das 7. oder 8. Jahrhundert belegt; um das Jahr 1150 wurde ein Augustinerpriorat gegründet und die Kirche im anglo-normannischen Stil neu errichtet; von dieser Kirche haben sich große Teile (z. B. das Langhaus und das Nordquerhaus) erhalten. Mit dem Aussterben der Stifterfamilie in der Zeit um 1300 kam das Priorat zunächst an das Königshaus, ab dem Jahr 1330 dann an William Montagu, 1. Earl of Salisbury. Um das Jahr 1350 wurde das Langhaus der Kirche neu eingewölbt. Aus dem 15. Jahrhundert stammt der Chor, der die Kirche mit der bereits um 1400 erbauten Marienkapelle (Lady Chapel) verband. Der heutige Glockenturm entstand zwischen 1470 und 1480. Nach der Auflösung der englischen Klöster durch König Heinrich VIII. im Jahr 1539 wurden die noch bestehenden Klostergebäude abgerissen.

## Architektur
Der Grundriss der ca. 91 m langen, dreischiffigen und mit einem Querhaus versehenen Kirche entspricht einem lateinischen Kreuz, der Aufriss des normannischen Langhauses ist dreigeschossig basilikal mit Emporen; der flach schließende spätgotische Chor hingegen hat nur zwei Geschosse. Der ebenfalls spätgotische Glockenturm hat eine Höhe von ca. 37 m.

## Ausstattung
Wesentliche Teile der Ausstattung sind der Lettner und das Chorgestühl mit seinen Miserikordien. Hinzu kommen die sogenannte Salisbury Chantry (Grabstätte von Margaret Pole, Gräfin von Salisbury) und das Shelley Memorial (Kenotaph für den im Jahr 1822 vor der italienischen Küste bei Viareggio ertrunkenen Dichter Percy Bysshe Shelley).

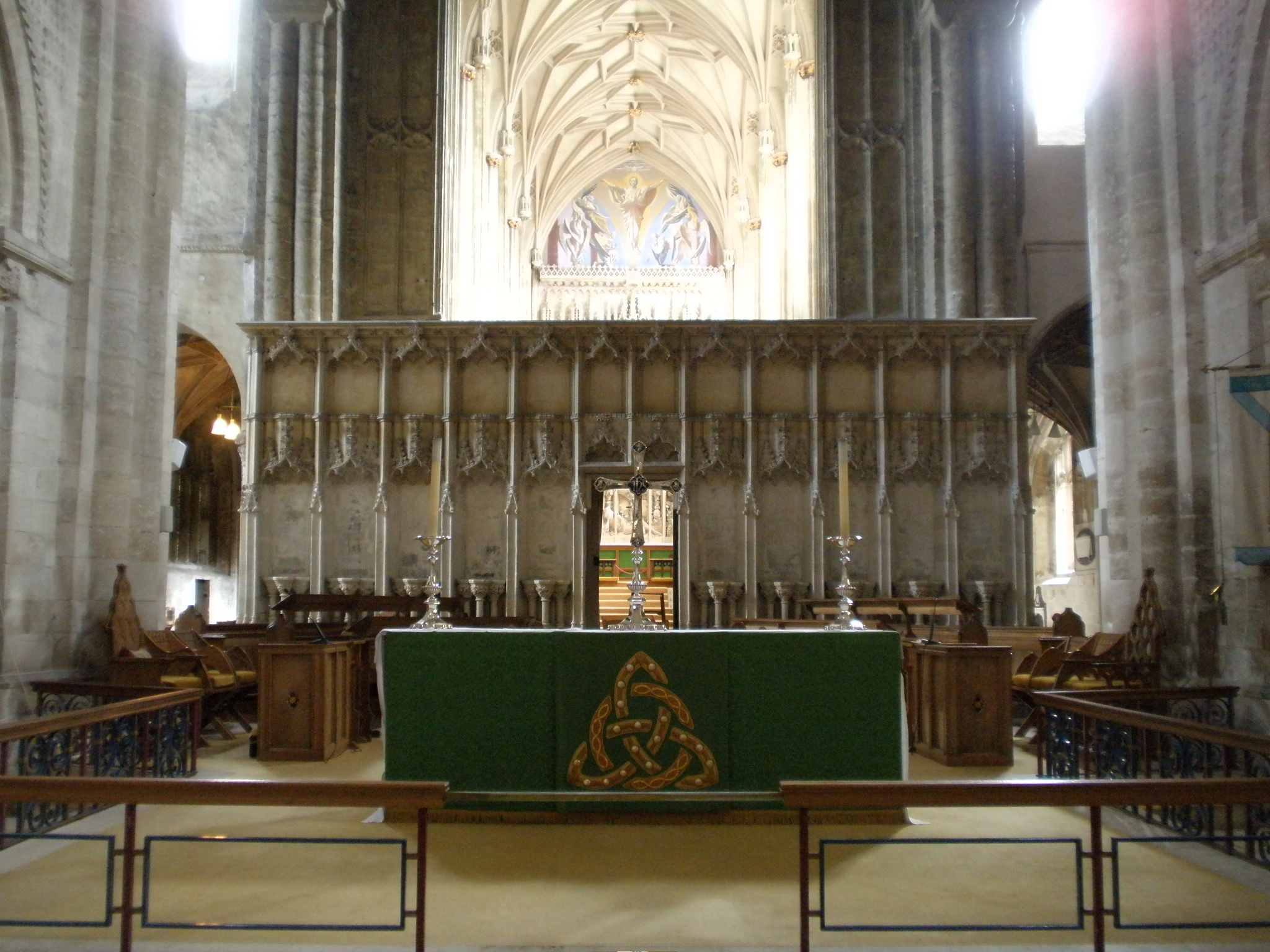
Altar und Lettner
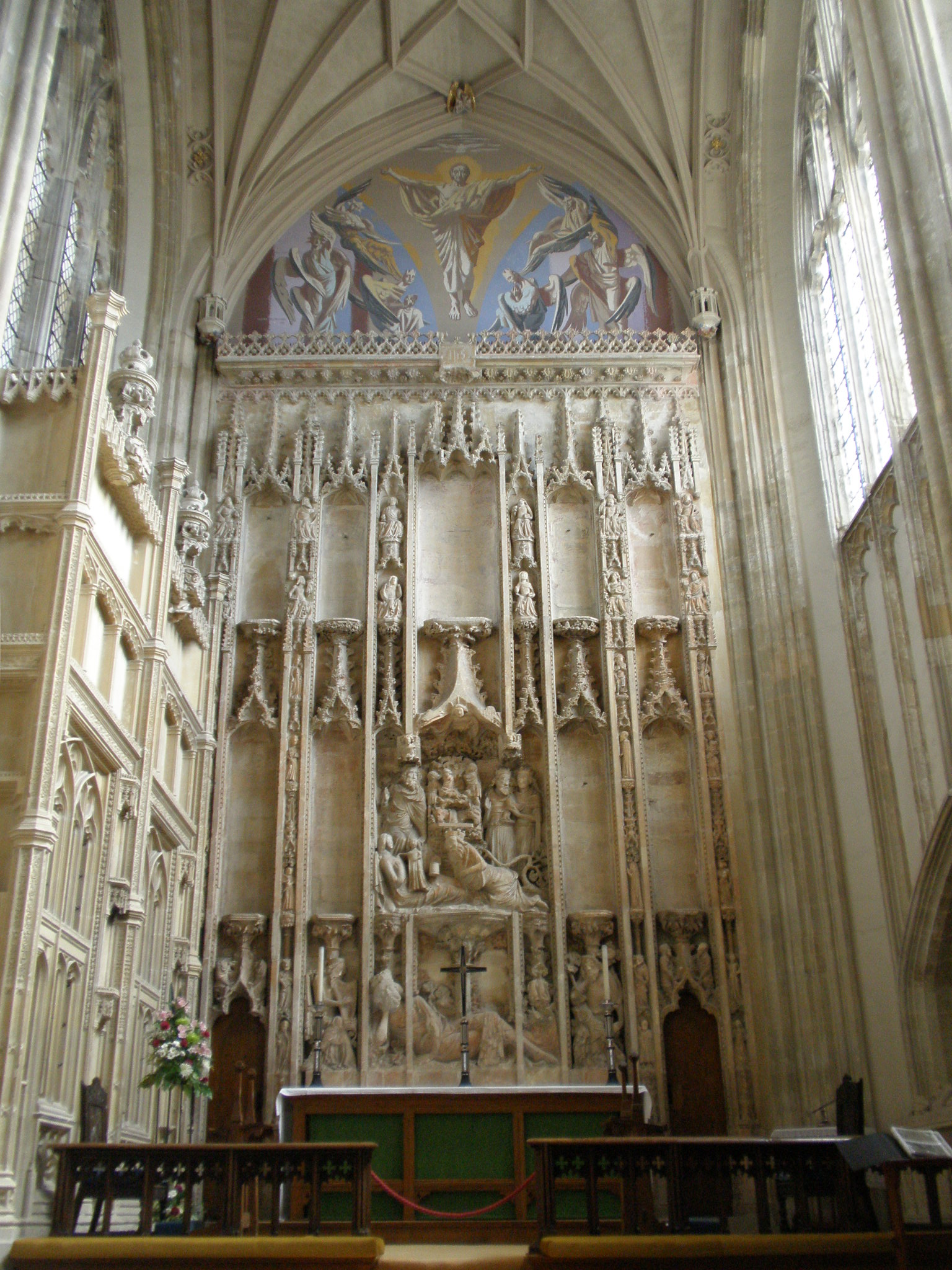
Chorpaneel mit Wurzel Jesse und Anbetung der Könige
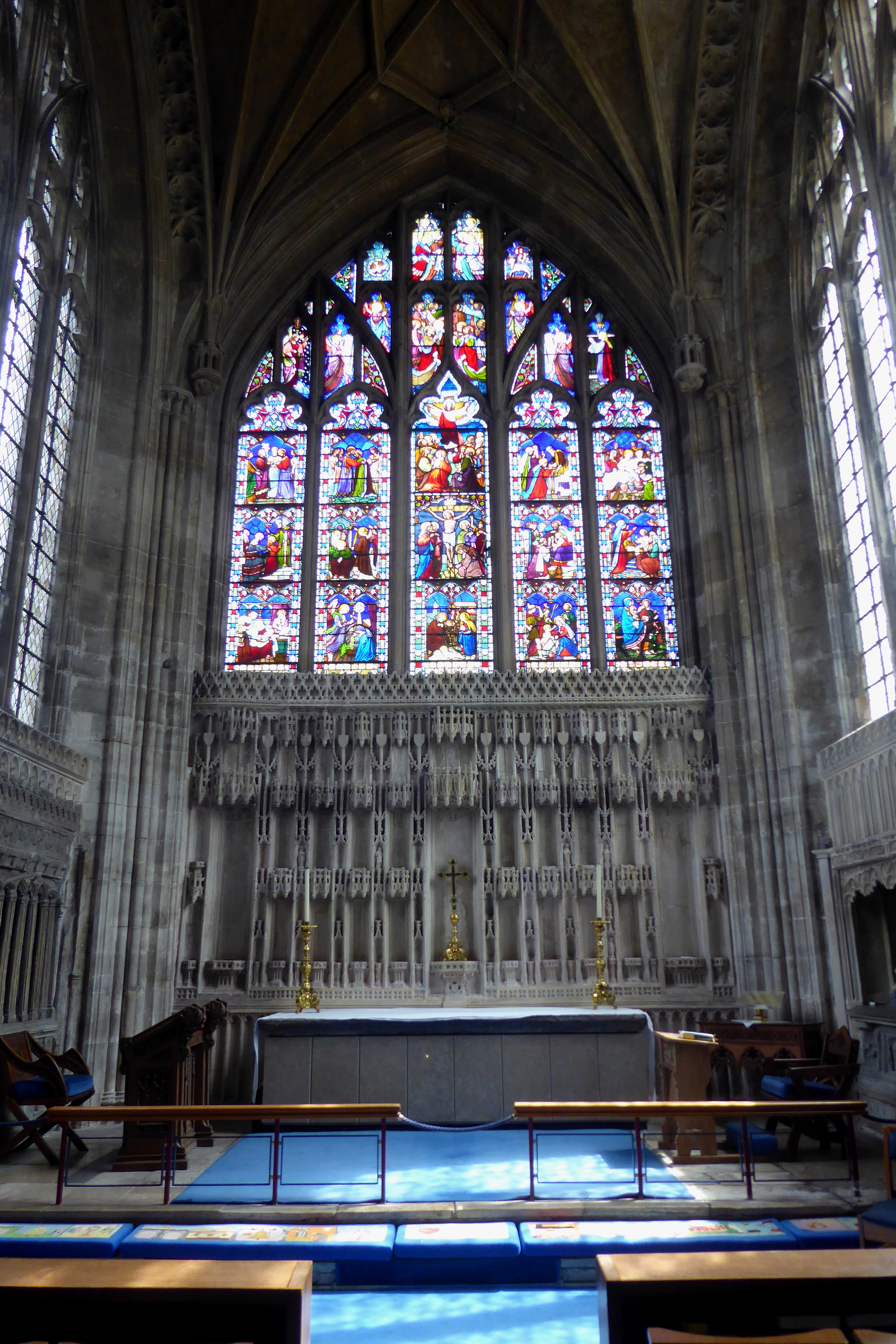
Marienkapelle (Lady Chapel)
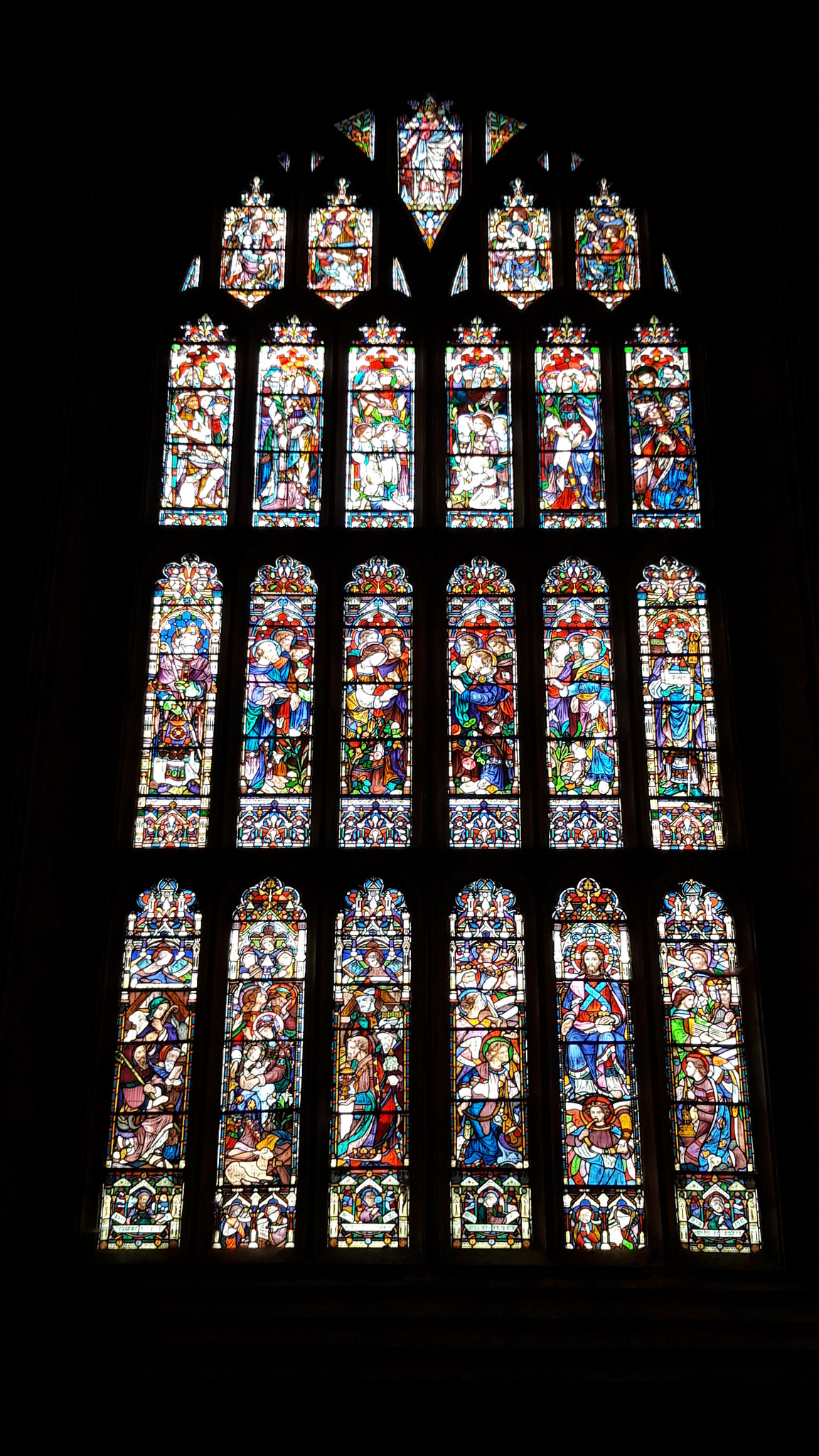
Westfenster im Perpendicular Style